# Orlando Magic 2019-2020
La stagione 2019-2020 degli Orlando Magic è stata la 31ª stagione della franchigia nella NBA.
L'11 marzo 2020, la stagione NBA è stata interrotta per via della pandemia di COVID-19, dopo che il giocatore degli Utah Jazz Rudy Gobert è stato trovato positivo al virus.
Il 4 giugno, i Magic, con la decisione da parte del NBA di terminare la stagione, riescono a far parte delle 22 squadre qualificate e ancora in lotta per i playoff. 

## Draft
| Giro | Scelta | Giocatore           | Ruolo | Nazionalità | Università/Squadra |
| ---- | ------ | ------------------- | ----- | ----------- | ------------------ |
| 1    | 16     | Chuma Okeke         | AG    | Stati Uniti | Auburn Tigers      |
| 2    | 46     | Talen Horton-Tucker | G     | Stati Uniti | Iowa St. Cyclones  |

## Maglie
Lo Sponsor tecnico, come per tutte le squadre NBA, è Nike, mentre Disney è l'unico sponsor sulla canotta. 
| Bianca | Nera | Blu | City edition |

## Roster
| \| Pos. \| Num. \| Naz. \| Nome \| Altezza \| Peso \| Data nascita \| Provenienza \| \| ---- \| ---- \| ---- \| ------------------------ \| ------- \| ------ \| ------------ \| ------------------- \| \| G \| 14 \| \| Augustin, D. J. \| 183 cm \| 83 kg \| 10–11–1987 \| Texas \| \| C \| 5 \| \| Bamba, Mohamed \| 213 cm \| 102 kg \| 12–05–1998 \| Texas \| \| AG/C \| 24 \| \| Birch, Khem \| 206 cm \| 100 kg \| 28–09–1992 \| UNLV \| \| G \| 7 \| \| Carter-Williams, Michael \| 198 cm \| 86 kg \| 10-10-1991 \| Syracuse \| \| AG \| 2 \| \| Aminu, Al-Farouq \| 206 cm \| 100 kg \| 21–09–1990 \| Wake Forest \| \| G/AP \| 10 \| \| Fournier, Evan \| 201 cm \| 93 kg \| 29–10–1992 \| Francia \| \| P \| 35 \| \| Frazier, Melvin \| 188 cm \| 84 kg \| 30–08–1996 \| Tulane \| \| P \| 20 \| \| Fultz, Markelle \| 193 cm \| 91 kg \| 29–05–1998 \| Washington \| \| A \| 00 \| \| Gordon, Aaron \| 206 cm \| 100 kg \| 16–09–1995 \| Arizona \| \| AP \| 11 \| \| Ennis, James \| 198 cm \| 97 kg \| 01–07–1990 \| Long Beach State \| \| AG \| 1 \| \| Isaac, Jonathan \| 208 cm \| 95 kg \| 03–10–1997 \| Florida State \| \| AP \| 25 \| \| Iwundu, Wesley \| 201 cm \| 88 kg \| 20–12–1994 \| Kansas State \| \| AG \| 12 \| \| Clark, Gary \| 203 cm \| 102 kg \| 16–11–1994 \| Cincinnati \| \| G \| 13 \| \| Johnson, B.J. (TW) \| 201 cm \| 91 kg \| 21–12–1995 \| La Salle \| \| AP \| 23 \| \| Law, Vic (TW) \| 201 cm \| 91 kg \| 19–12–1995 \| Northwestern \| \| G/AP \| 31 \| \| Ross, Terrence \| 201 cm \| 93 kg \| 05–02–1991 \| Washington \| \| C \| 9 \| \| Vučević, Nikola \| 213 cm \| 118 kg \| 24–10–1990 \| Southern California \| | Allenatore - Steve Clifford Assistente/i - Tyrone Corbin - Pat Delany - Steve Hetzel - Bruce Kreutzer - Rick Higgins (associate coach/player development) Legenda - (C) Capitano - (FA) Free agent - (S) Sospeso - Infortunato Roster • Transazioni · Ultima transazione: 11–11–2020 |                                             |                          |         |        |              |                     |
| Pos. | Num. | Naz.                                        | Nome                     | Altezza | Peso   | Data nascita | Provenienza         |
| G | 14 | Stati Uniti (bandiera)                      | Augustin, D. J.          | 183 cm  | 83 kg  | 10–11–1987   | Texas               |
| C | 5 | Stati Uniti (bandiera)                      | Bamba, Mohamed           | 213 cm  | 102 kg | 12–05–1998   | Texas               |
| AG/C | 24 | Canada (bandiera)                           | Birch, Khem              | 206 cm  | 100 kg | 28–09–1992   | UNLV                |
| G | 7 | Stati Uniti (bandiera)                      | Carter-Williams, Michael | 198 cm  | 86 kg  | 10-10-1991   | Syracuse            |
| AG | 2 | Stati Uniti (bandiera) · Nigeria (bandiera) | Aminu, Al-Farouq         | 206 cm  | 100 kg | 21–09–1990   | Wake Forest         |
| G/AP | 10 | Francia (bandiera)                          | Fournier, Evan           | 201 cm  | 93 kg  | 29–10–1992   | Francia             |
| P | 35 | Stati Uniti (bandiera)                      | Frazier, Melvin          | 188 cm  | 84 kg  | 30–08–1996   | Tulane              |
| P | 20 | Stati Uniti (bandiera)                      | Fultz, Markelle          | 193 cm  | 91 kg  | 29–05–1998   | Washington          |
| A | 00 | Stati Uniti (bandiera)                      | Gordon, Aaron            | 206 cm  | 100 kg | 16–09–1995   | Arizona             |
| AP | 11 | Stati Uniti (bandiera)                      | Ennis, James             | 198 cm  | 97 kg  | 01–07–1990   | Long Beach State    |
| AG | 1 | Stati Uniti (bandiera)                      | Isaac, Jonathan          | 208 cm  | 95 kg  | 03–10–1997   | Florida State       |
| AP | 25 | Stati Uniti (bandiera)                      | Iwundu, Wesley           | 201 cm  | 88 kg  | 20–12–1994   | Kansas State        |
| AG | 12 | Stati Uniti (bandiera)                      | Clark, Gary              | 203 cm  | 102 kg | 16–11–1994   | Cincinnati          |
| G | 13 | Stati Uniti (bandiera)                      | Johnson, B.J. (TW)       | 201 cm  | 91 kg  | 21–12–1995   | La Salle            |
| AP | 23 | Stati Uniti (bandiera)                      | Law, Vic (TW)            | 201 cm  | 91 kg  | 19–12–1995   | Northwestern        |
| G/AP | 31 | Stati Uniti (bandiera)                      | Ross, Terrence           | 201 cm  | 93 kg  | 05–02–1991   | Washington          |
| C | 9 | Montenegro (bandiera)                       | Vučević, Nikola          | 213 cm  | 118 kg | 24–10–1990   | Southern California |

## Classifiche

### Southeast Division
| Southeast Division | Southeast Division | Southeast Division | Southeast Division | Southeast Division | Southeast Division | Southeast Division | Southeast Division | Southeast Division |
| Squadra            | V                  | S                  | V%                 | PR                 | Casa               | Trasf              | Div                | PG                 |
| ------------------ | ------------------ | ------------------ | ------------------ | ------------------ | ------------------ | ------------------ | ------------------ | ------------------ |
| y - Miami Heat     | 44                 | 29                 | .603               | 12,0               | 29–7               | 15–22              | 10–4               | 73                 |
| x - Orlando Magic  | 33                 | 40                 | .452               | 23,0               | 18–17              | 15–23              | 9–5                | 73                 |
| Wash. Wizards      | 25                 | 47                 | .347               | 30,5               | 16–20              | 9–27               | 5–9                | 72                 |
| Charlotte Hornets  | 23                 | 42                 | .354               | 29,0               | 10–21              | 13–21              | 2–7                | 65                 |
| Atlanta Hawks      | 20                 | 47                 | .299               | 33,0               | 14–20              | 6–27               | 6–7                | 67                 |

### Eastern Conference
| Eastern Conference | Eastern Conference     | Eastern Conference | Eastern Conference | Eastern Conference | Eastern Conference | Eastern Conference |
| #                  | Squadra                | V                  | S                  | V%                 | PR                 | PG                 |
| ------------------ | ---------------------- | ------------------ | ------------------ | ------------------ | ------------------ | ------------------ |
| 1                  | z - Milwaukee Bucks *  | 56                 | 17                 | .767               | –                  | 73                 |
| 2                  | y - Toronto Raptors *  | 53                 | 19                 | .736               | 2,5                | 72                 |
| 3                  | x - Boston Celtics     | 48                 | 24                 | .667               | 7,5                | 72                 |
| 4                  | x - Indiana Pacers     | 45                 | 28                 | .616               | 11,0               | 73                 |
| 5                  | y - Miami Heat *       | 44                 | 29                 | .603               | 12,0               | 73                 |
| 6                  | x - Philadelphia 76ers | 43                 | 30                 | .589               | 13,0               | 73                 |
| 7                  | x - Brooklyn Nets      | 35                 | 37                 | .486               | 20,5               | 72                 |
| 8                  | x - Orlando Magic      | 33                 | 40                 | .452               | 23,0               | 73                 |
|                    |                        |                    |                    |                    |                    |                    |
| 9                  | Wash. Wizards          | 25                 | 47                 | .347               | 30,5               | 72                 |
| 10                 | Charlotte Hornets      | 23                 | 42                 | .354               | 29,0               | 65                 |
| 11                 | Chicago Bulls          | 22                 | 43                 | .338               | 30,0               | 65                 |
| 12                 | N.Y. Knicks            | 21                 | 45                 | .318               | 31,5               | 66                 |
| 13                 | Detroit Pistons        | 20                 | 46                 | .303               | 32,5               | 66                 |
| 14                 | Atlanta Hawks          | 20                 | 47                 | .299               | 33,0               | 67                 |
| 15                 | Cleveland Cavaliers    | 19                 | 46                 | .292               | 33,0               | 65                 |

## Mercato

### Free Agency

#### Acquisti
| Data       | Giocatore       | Contratto               | Provenienza           |
| ---------- | --------------- | ----------------------- | --------------------- |
| 06/07/2019 | Al-Farouq Aminu | 3 anni - 29,1 milioni $ | Portland T. Blazers   |
| 23/07/2019 | Josh Magette    | Two-Way                 | Gran Canaria          |
| 30/07/2019 | Vic Law         | 1 anno - 79,5 mila $    | Northwestern Wildcats |
| 27/09/2019 | B.J. Johnson    | Two-Way                 | Sacramento Kings      |
| 01/11/2019 | Amile Jefferson | Two-Way                 | Orlando Magic         |

#### Cessioni
| Data       | Giocatore      | Motivo     | Nuova squadra       |
| ---------- | -------------- | ---------- | ------------------- |
| 01/07/2019 | Troy Caupain   | Rilasciato | Portland T. Blazers |
| 01/07/2019 | Jerian Grant   | Rilasciato | Qingdao Eagles      |
| 01/07/2019 | Jarell Martin  | Rilasciato | R.G.V. Vipers       |
| 06/07/2019 | Timofej Mozgov | Tagliato   | Chimki              |

### Scambi
| 20 giugno 2019  | Orlando MagicScelta 2º giro Draft 2020 Cash Consideration 2,2 milioni $ | L.A. LakersDraft rights per Talen Horton-Tucker (2019 #46)   |
| 6 febbraio 2020 | Orlando MagicJames Ennis                                                | Philadelphia 76ersScelta 2º giro Draft 2020 (da L.A. Lakers) |